# ابتصم دودو
ابتصم دودو (به انگلیسی: Ibtissem Doudou،  زادهٔ ۲۰ نوامبر ۱۹۹۹) یک کشتی‌گیر زن آزادکار اهل کشور الجزایر است. وی سابقه حضور در المپیک ۲۰۲۴ پاریس را دارد.  